# Timur (nome)
Timur (in cirillico: Тимур) è un nome proprio di persona maschile tipico di diverse lingue, fra cui turco, kazako, uzbeco, tataro, ceceno e russo.

## Varianti
- Kazako: Темір (Temır)[1][2]
- Turco: Demir[1][3]
- Uzbeco: Темур (Temur)[1]

### Varianti in altre lingue
- Bielorusso: Цімур (Cimur)[1]
- Bosniaco: Demir[1]
- Georgiano: თემურ (Temur)[1]
- Lettone: Timurs[1]
- Ucraino: Тимур (Tymur)[1]

## Origine e diffusione
Deriva dall'antico nome turco e mongolo Temür, che vuol dire "ferro", significato analogo a quello di Ferruccio, Ferreolo e Bolat. 
Questo nome venne portato da numerosi capi turchi, mongoli e Yuan, tra i quali di Tamerlano, il condottiero che conquistò svariati territori dell'Asia occidentale; "Tamerlano" è un soprannome che vuol dire letteralmente "Timur lo zoppo" (dal persiano تیمور لنگ, Timur e Lang), e che è a sua volta usato come nome in epoca moderna, in lingue quali azero, ceceno, kazako, osseto e inguscio (cirillico: Тамерлан).

## Onomastico
Il nome è adespota, non essendo portato da alcun santo. L'onomastico si può festeggiare il 1º novembre, per Ognissanti.

## Persone

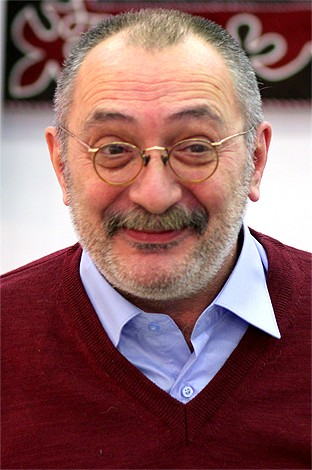
Timur Jur'evič Kibirov

- Timur Barlas, vero nome di Tamerlano, condottiero e fondatore della dinastia timuride
- Timur Bekmambetov, regista e produttore cinematografico kazako naturalizzato russo
- Timur Boguslavskij, pilota automobilistico russo
- Timur Gareev, scacchista uzbeko naturalizzato statunitense
- Timur Ivanov, politico russo
- Timur Kačarava, attivista russo
- Timur Kibirov, poeta russo
- Timur Kulibayev, imprenditore kazako
- Timur Mirošnyčenko, conduttore televisivo ucraino
- Timur Shah Durrani, Padishah dell'Impero Durrani

### Variante Temur
- Temur Alekberov, allenatore di calcio a 5, ex giocatore di calcio a 5 ed ex calciatore russo
- Temur Juraev, calciatore uzbeko
- Temur Malik, condottiero mongolo

### Altre varianti
- Tamerlan Bašaev, judoka russo
- Demir Gökgöl, attore turco
- Temür Khan, imperatore della Cina
- Yesün Temür Khan, imperatore della Cina
- Temir Sariev, politico kirghiso
- Tamerlan Thorell, aracnologo svedese